# Kök-Janggak
Kok-Yangak (ryska: Кок-Янгак) är en ort i Kirgizistan.   Den ligger i oblastet Zjalal-Abad Oblusu, i den västra delen av landet, 240 km sydväst om huvudstaden Bisjkek. Kok-Yangak ligger 1 315 meter över havet och antalet invånare är 10 341.
Terrängen runt Kok-Yangak är kuperad västerut, men österut är den bergig. Terrängen runt Kok-Yangak sluttar västerut. Runt Kok-Yangak är det ganska tätbefolkat, med 72 invånare per kvadratkilometer. Närmaste större samhälle är Dzjalal-Abad, 19,6 km sydväst om Kok-Yangak. Trakten runt Kok-Yangak består i huvudsak av gräsmarker.